# St. Leonhard am Forst
St. Leonhard am Forst est une commune autrichienne du district de Melk en Basse-Autriche.

## Personnalité lièes à la commune
- Johann Kastenberger (1958-1988), braqueur de banque.